# Tatort: Der Tote im Nachtzug
Der Tote im Nachtzug ist ein Fernsehfilm aus der Krimireihe Tatort. Auf der Basis einer wahren Begebenheit entwickelte Regisseur und Drehbuchautor Lars Kraume den zweiten Fall des Frankfurter Ermittlerteams Steier und Mey, gespielt von Joachim Król und Nina Kunzendorf. Der vom Hessischen Rundfunk produzierte und für den Grimme-Preis 2012 nominierte Film wurde zum Teil an Originalschauplätzen wie der Görresstraße gedreht und erstmals am 20. November 2011 im Ersten gesendet.

## Handlung
Hauptkommissarin Mey wird beim morgendlichen Joggen zum Frankfurter Hauptbahnhof gerufen: In einem Schlafwagenabteil des Nachtzugs aus Warschau wurde ein Toter gefunden, offenbar ermordet; ein bewaffneter Verdächtiger ist entkommen und hat auf der Flucht einen Polizeihund erschossen. Hauptkommissar Steier, nach seiner im Fall zuvor erlittenen Stichverletzung noch nicht wieder im Vollbesitz seiner Kräfte, geht von Raubmord aus: Ein Bankauszug belegt, dass der Tote, Rüdiger Lange, am Vortag in Polen 15.000 Euro abgehoben hat; die Fahrdienstleiterin bezeugt einen heftigen Streit zwischen ihm und dem flüchtigen Verdächtigen. Dieser dringt gewaltsam in Langes Wohnung ein, als dessen Frau ihm mitteilt, ihr Mann sei noch nicht zurück. Mit Blick auf ihre Schwangerschaft entschuldigt er sich, nimmt sie aber sofort wieder in Clinch, als das Ermittler-Duo Einlass begehrt. Im Glauben, Lange wolle ihn verraten, fordert er von ihr, unbedingt dafür zu sorgen, dass ihr Mann ihn am Abend um 11 Uhr im Hotel aufsucht; andernfalls seien sogar ihre beiden Kinder in Lebensgefahr. 
Mey und Steier unterrichten Elsa Lange über den Tod ihres Mannes. Sie zeigen ihr auch das Phantombild des dringend Tatverdächtigen, erfahren von ihr aber nur etwas über den Verstorbenen: Er war Sanitäter bei der Bundeswehr, in Afghanistan stationiert und vor drei Jahren wegen illegalen Medikamentenhandels unehrenhaft entlassen worden; bei seinem letzten Anruf am Vorabend habe er glücklich gewirkt und von 15.000 Euro Vorschuss gesprochen. Auf Grund mehrerer Verdachtsmomente ordnen die Ermittler an, Elsa observieren zu lassen, und kommen so dem Flüchtigen auf die Spur, denn sie begibt sich selbst zu ihm ins Hotel. Die Waffe ihres Mannes auf ihn gerichtet, will sie wissen, ob er ihn umgebracht hat; er verneint und schildert ihr den Streit, den beide im Zugrestaurant hatten. Als er bemerkt, dass Elsa überwacht wird, flüchtet er erneut. Während Mey ihn verfolgt, wird sie von zwei Männern mit einem Elektroschocker außer Gefecht gesetzt.
Von Mey und Steier energisch zur Rede gestellt, gesteht Elsa, dass ihr Mann und der Flüchtige, ein Pole namens Stanisław, sich aus Afghanistan gekannt und gemeinsam „krumme Dinger“ gedreht hätten. Dass es sich dabei um Drogenschmuggel handelte, hatte Mey zuvor selbst recherchiert. Die ballistische Untersuchung fördert zutage, dass der Polizeihund mit einer anderen Waffe getötet wurde als Lange – ein weiteres Indiz gegen die Täterschaft des Flüchtigen. Dessen DNA am Gebiss des Hundes identifiziert ihn als Stanislav Kilic. Das BKA, das ihn in ihrer Datenbank führt, fordert allerdings strengste Geheimhaltung auf Anordnung des Verteidigungsministeriums. Von ihm ging auch die Attacke auf Mey aus. Die beiden Ausführenden werden im Polizeipräsidium vorstellig, bedauern den Vorfall und fordern zugleich Kooperationsbereitschaft seitens der Mordkommission; ihre Aktion sei von hohem nationalem Interesse. Thomsen, der Ranghöhere und Attraktivere, wendet sich abschließend persönlich an Mey, bekräftigt seine Entschuldigung und übergibt ihr seine Telefonnummer.
Am Tatort rekapitulieren Mey und Steier noch einmal mögliche Szenarien des Tathergangs. Ihr zweitägiges Bemühen bleibt zunächst ohne greifbares Ergebnis, bis Steier, einer nächtlichen Intuition folgend, mit der Hypothese aufwartet, Lange habe Suizid verübt und den Raubmord vorgetäuscht. Die Gerichtsmedizin schließt jedoch einen Selbstmord kategorisch aus, vor allem wegen der fehlenden Schmauchspuren an Langes Händen. Während Steier sich dessen ungeachtet weiter in seine These verbeißt, folgt Mey einer anderen Spur. Sie kontaktiert Thomsen und trifft sich mit ihm zum Essen; er erwidert ihren Flirt, und auf ihr Versprechen, mit ihm ins Bett zu gehen, gibt er Informationen zum Fall Kilic preis. Der Militärische Abschirmdienst observiere ihn und werde im Moment der Drogenübergabe zuschlagen; anschließend könne sie über ihn verfügen. Meys Wunsch erfüllt sich indes nicht, denn Kilic wird noch vor dem Zugriff von seinen Kontaktmännern getötet, die damit Lange rächen wollen.
Steier ist unterdessen etwas vorangekommen. Der Bankbeleg über die 15.000 € ist gefälscht, das Konto existiert nicht. Wenn er also doch richtig vermutet, argumentiert er gegenüber Mey, muss Lange die Tatwaffe aus dem Zug geworfen haben. Ihre Suche hat Erfolg, was Steiers These weiter erhärtet. Mey bringt ihn jedoch davon ab, der Wahrheit weiter auf den Grund zu gehen – zu Gunsten der hinterbliebenen Familie. Sie lassen die Tatwaffe verschwinden, suchen Elsa Lange auf und setzen sie davon in Kenntnis, dass ihr Mann eine Risikolebensversicherung über 250.000 € abgeschlossen hat, die greift, wenn eine Selbsttötung auszuschließen ist. Da nach ihren Ermittlungen Kilic der Täter sei, könne sie nun über diese Summe verfügen. Abschließend händigt ihr Steier noch den Ehering ihres Mannes aus, dessen Gravur ihn auf die richtige Fährte geführt hatte: „Elsa für immer“.

## Hintergrund
Die Dreharbeiten zu Der Tote im Nachtzug fanden an 26 Drehtagen vom 27. April 2011 bis zum 5. Juni 2011 statt. Das Drehbuch von Lars Kraume basiert auf einer Episode aus Axel Petermanns Buch Auf der Spur des Bösen, zwei weitere Frankfurter Tatorte auf dieser Basis werden noch folgen.
Der im Film gezeigte Nachtzug aus Warschau ist kein realer Zug der polnischen Staatsbahn. Verwendet wurde ein Zug des Unternehmens Bahntouristikexpress (BTE) aus Nürnberg, in dem an zwei Tagen die Innenszenen gedreht wurden.
Der Film war für den Grimme-Preis 2012 nominiert.

## Rezeption

### Einschaltquoten
Die Erstausstrahlung von Der Tote im Nachtzug am 20. November 2011 wurde in Deutschland insgesamt von 9,30 Millionen Zuschauern gesehen und erreichte als Tagessieger einen Marktanteil von 24,8 % für Das Erste; in der Gruppe der 14- bis 49-jährigen Zuschauer konnten 3,14 Millionen Zuschauer und ein Marktanteil von 19,4 % erreicht werden.
In Österreich wurden 863.000 Zuschauer und 27 Prozent Marktanteil erzielt.

### Kritik
„Ein Toter im Nachtzug aus Warschau. Raubmord? Eine alte Rechnung aus Afghanistan? Kommissar Steier gibt sich dem Rotwein hin, Kollegin Mey einem Militärpolizisten – und dann zeigen beide menschliche Größe. Dieses Paar ist klasse. Das derzeit beste in Krimi-Deutschland. Dieser ‚Tatort‘ macht so einiges anders, als es in der ARD-Reihe üblich ist – und Autor-Regisseur Lars Kraume macht es ausgezeichnet anders: Action, Handkamera, Rückblende, ein beschädigter Kommissar, toller Rhythmus. Jede Szene ein kleines Fest!“

„Es ist vieles sehr gut in diesem ‚Tatort‘. Zu gut vielleicht. Mit jedem neuen und präzise ermittelten Detail vergrößert sich das moralische Dilemma der Kommissare Steier und Mey. Also nehmen sie die Sache selbst in die Hand, indem sie das Ergebnis des Showdowns zwischen Feldjägern und Drogendealern für ihre guten Sozialzwecke nutzen und zurechtinterpretieren. Dass sie ihrerseits zu Unterschlagung und Versicherungsbetrug greifen müssen, führt zwar zum gewünschten Ergebnis, dürfte in die Geschichte des ‚Tatorts‘ aber als wohl singulärer Fall einer erheblichen Straftat durch die Strafverfolger eingehen – und zwar vor unser aller Augen. Ob der Staatsanwalt doch noch übernimmt?“

„[…] Diese Szene aus dem neuen Frankfurter ‚Tatort‘ ist ein brillantes Beispiel dafür, wie pointiertes psychologisches Erzählen und kriminalistische Detailarbeit einander zuspielen können. Ein Satz von ihm, ein irritierter Augenaufschlag von ihr, schon ist das Verhältnis der beiden Ermittler zueinander definiert – und führt direkt in die Arbeit der beiden Figuren. Es gibt im neuen Frankfurter ‚Tatort‘ keine Schnörkel, keine Gags als Selbstzweck, keine launigen Scharmützel zwischen den Polizisten, die vom eigentlichen Fall ablenken. Jede Bewegung führt hier zurück ins Verbrechen; alles, was in der Handlung an Menschlichem und Komik, an Sehnsucht und Tragik mitschwingt, geht sofort im Krimi-Sog auf. Wie gut man Steier, den unerträglichen und stets mit Rotwein vollgepumpten Jazz-Snob, und Mey, die sympathisch impertinente Cowboyboots-Lady, inzwischen zu kennen glaubt! Dabei ist ‚Der Tote im Nachtzug‘ […] erst die zweite Episode des Ermittlerteams.“